# Municipio de Malta (Minnesota)
El municipio de Malta (en inglés: Malta Township) es un municipio ubicado en el condado de Big Stone en el estado estadounidense de Minnesota. En el año 2010 tenía una población de 98 habitantes y una densidad poblacional de 1,02 personas por km².

## Geografía
El municipio de Malta se encuentra ubicado en las coordenadas 45°26′53″N 96°18′43″O / 45.44806, -96.31194. Según la Oficina del Censo de los Estados Unidos, el municipio tiene una superficie total de 96.23 km², de la cual 94,08 km² corresponden a tierra firme y (2,23 %) 2,15 km² es agua.

## Demografía
Según el censo de 2010, había 98 personas residiendo en el municipio de Malta. La densidad de población era de 1,02 hab./km². De los 98 habitantes, el municipio de Malta estaba compuesto por el 94,9 % blancos y el 5,1 % eran de una mezcla de razas. Del total de la población el 0 % eran hispanos o latinos de cualquier raza.